# はあちゅう
はあちゅう（1986年〈昭和61年〉1月22日 - ）は、日本のブロガー・作家。本名は伊藤 春香（いとう はるか）。慶應義塾大学法学部政治学科在学中からブログを執筆。電通を経てトレンダーズでドクターエステ・コスメ専門サイト「キレナビ」編集長などを歴任した。著書に『半径5メートルの野望』『通りすがりのあなた』『仮想人生』などがある。
村上萌や経沢香保子らとオンラインサロンも運営し、焼肉ソーシャルマッチングサービス「肉会」も展開。2017年には会社員時代に受けたセクハラ・パワハラを、#MeToo運動として告発した。2018年にしみけんとの事実婚を公表し、2019年に第一子を計画無痛分娩で出産している。2022年9月27日、しみけんとの事実婚の解消を報告。

## 来歴・人物

### 生い立ち、学生時代
1986年生まれ、神奈川県川崎市出身。本名は伊藤春香。「はあちゅう」は2歳のときに自分でつけたあだ名で、周りから「春ちゃん」と呼ばれていたのがよく聞きとれず、自分の名を「はあちゅう」と思い込んだことがきっかけだという。また、2歳の時からずっと作家になることが夢だった。
好きな作家は林真理子で、「林さんの本を読んで生き延びてきた」と言うほどの大ファンと語っている。また、小学生の頃から日記を付けていたという。2001年4月、慶應義塾湘南藤沢高等部に進学。在学中には、UNESCOの奨学金プログラムでパナマへホームステイをしている。
2004年4月に慶應義塾大学法学部政治学科に進学し、同年6月から「はあちゅう主義」というブログを執筆開始。さらに中川早紀と一緒に2か月限定のブログ「さきっちょ＆はあちゅうのクリスマスまでの悪あが記」を立ち上げた。大学在籍中に始めたブログで1日に47万PVを記録する。在学中の3年次から1年間、香港大学社会学部へ留学。卒業旅行の際には企業からスポンサーを募り、タダで世界一周を実現した。なお、テレビ朝日のアナウンサーだった竹内由恵とは同じ大学の法学部出身で、誕生日が2日違いである。

### 会社員として
2009年に電通に入社し、コピーライターとして勤務したのち、2011年11月にトレンダーズに転職。同年12月より同社にてドクターエステ・コスメ専門サイト「キレナビ」の編集長に就任するとともに、経沢香保子社長の取材に対応する広報も担当した。2012年には会員が1万人を超えた焼肉ソーシャルマッチングサービス「肉会」も展開している。2013年時点で催眠術師資格も保有。
2013年12月にはサイブリッジ社へキレナビ事業が売却され、その後「ウーメディアチャンネル」パートナー・マネージャーを務めている。なお、2012年にはライフスタイルプロデューサーの村上萌と有料オンラインサロン「ちゅうもえサロン」を立ち上げており、2014年にもトレンダーズのファウンダーである経沢香保子と有料サロン「ちゅうつねカレッジ」を運営している。また、YouTube部門在籍時に、自らも出演する「ゲスアワー」というYouTube配信を開始している。

### 作家、インフルエンサーとして
週末にこなしていた個人の仕事が多くなってきたこともあり、2014年9月にトレンダーズを退職。以後はフリーとして執筆・講演活動を行っていく。2015年より翌年3月まで、日本テレビ系列情報番組「スッキリ!!」にゲストコメンテーターとして出演している。2017年9月には初の小説集である『通りすがりのあなた』を出版。香港大学での留学経験もモデルの一つになったという。また、月額課金制「月刊はあちゅう」という個人マガジンを運営し、2018年4月にはオンラインサロン「#はあちゅうサロン」も開設した。
2017年12月、電通時代の上司から長年のセクハラ・パワハラ被害を受けていたことを#MeToo運動として「BuzzFeed Japan」上で告発。朝日新聞のインタビューに対し、はあちゅうは「復讐が目的ではありません。彼に「謝って」「償って」という感情はないんです。ただ、あなたの行為は卑劣で、世間からこういうリアクションのあることですよ、と示したかった。彼に限らず、男性の、同性には見せない高圧的な態度にいくつも直面してきました。ハラスメントの抑止につながればと願っています。」と答えている。

### 事実婚、出産を経て
2018年7月、交際4年のAV男優であるしみけんとの事実婚を区役所に届け出る。その後、妊活期間を経て2019年9月に第1子を計画無痛分娩で出産。伊藤は2019年に『旦那観察日記』、2020年に『子供がずっと欲しかった』を出版し、2021年には夫のしみけんと共著で『夫婦トレ（めおとれ）』も出版した。インタビューでは出産で以前のような野心がなくなり、価値観が変化したと語っている。2019年にはSNSや裏アカウントを題材とした小説『仮想人生』も刊行した。
なお、「警察・児童相談所への偽装通報」を受けたり匿名掲示板で誹謗中傷を書き込まれるなどの被害を受けており、2020年に福永活也弁護士を通して匿名掲示板の書き込みに対する情報開示請求を申請する。同年6月には「酷い誹謗中傷等の明白な権利侵害がある」として73件中57件に情報開示が認められ、最終的に約260件に昇った。示談や裁判になるとともに、報道を受けて謝罪の連絡が多数寄せられたといい、「今後は訴えます」とSNSに記したことにより誹謗中傷は収まったという。
なお、2021年5月にSNSの誹謗中傷を抑制するために設立された、小竹海広が代表理事を務める一般社団法人「この指とめよう」のアドバイザリーボードメンバーに就任したが、同団体は2021年11月までに活動を停止し、2022年2月28日に解散している。
2022年9月27日、しみけんとの事実婚を解消したことを報告し、子育てのパートナーとして生活をすることとなった。

## 著書（紙媒体）

### 単著（伊藤春香 名義）
- 『はあちゅうの 20代で「なりたい自分」になる77の方法』PHP研究所、2008年、ISBN 978-4569703572。
- 『わたしは、なぜタダで70日間世界一周できたのか?』ポプラ社、2009年、ISBN 9784591111123。
- 『アドガール ― 大手広告代理店新人日記 ―』主婦の友社、2011年、ISBN 978-4072770320。
- 『自分の強みをつくる ― "なりたい自分"を"自分"にしちゃえ。―』ディスカヴァー・トゥエンティワン〈U25 Survival manual series 02〉、2012年、ISBN 978-4799312056。
- 『恋愛炎上主義。』ポプラ社、2014年、ISBN 978-4591140314。

### 単著（はあちゅう 名義）
- 『わたしは、なぜタダで70日間世界一周できたのか?』幻冬舎〈幻冬舎文庫 は-28-1〉、2014年、ISBN 9784344422377。
- 『半径5メートルの野望』講談社、2015年、ISBN 9784062188081[注 1]。
  - 『半径5メートルの野望 完全版』講談社〈講談社文庫 は109-1〉、2016年、ISBN 9784062934152。
- 『かわいくおごられて気持ちよくおごる方法』幻冬舎、2015年、ISBN 9784344028630。
- 『就活・転職でもやもやしたら読む本』ゴマブックス、2015年、ISBN 9784777116072。
- 『とにかくウツなOLの、人生を変える1か月』KADOKAWA、2016年、ISBN 978-4041042274。
  - 『とにかくウツなOLの、人生を変える1か月』KADOKAWA〈角川文庫〉、2021年、ISBN 978-4041091357。
- 『疲れた日は頑張って生きた日 うつ姫のつぶやき日記』マガジンハウス、2016年、ISBN 9784838728541。
- 『真夜中にシュークリーム』毎日新聞出版、2016年、ISBN 9784620323527。
- 『言葉を使いこなして人生を変える』大和書房、2017年、ISBN 9784479783756。
- 『通りすがりのあなた』講談社、2017年、ISBN 9784062207201。
- 『「自分」を仕事にする生き方』幻冬舎、2017年、ISBN 9784344032293。
- 『1泊2日で憧れを叶える! サク旅 〜国内編〜』SDP、2018年、ISBN 978-4906953530
- 『恋が生まれるご飯のために』幻冬舎〈幻冬舎文庫 は-28-2〉、2018年、ISBN 9784344427020。
- 『婚活っていうこの無理ゲーよ』キノブックス〈キノブックス文庫 は1-1〉2018年、ISBN 9784909689139。
- 『自分への取材手帳』note (企業)、2018年、（RED - ASIN B08KH6GPG5、BLUE - ASIN B08KH3RVV9）。
- 『普通っぽいのになぜか心に響いて離れない恋と仕事51の名言』集英社、2019年、ISBN 978-4087880168。
- 『仮想人生』幻冬舎、2019年、ISBN 9784344034105。
- 『旦那観察日記～AV男優との新婚生活～』スクウェア・エニックス、2019年、ISBN 9784757560222。
- 『じゃない、幸せ。 ― とらわれずに生きるための幸福論 ―』秀和システム、2020年、ISBN 9784798060064。
- 『繊細だけど戦いたいあなたに贈る わくわくする未来をつくるためのお守り言葉』日本文芸社、2020年、ISBN 978-4537217919。
- 『子供がずっと欲しかった ― 事実婚妻が体験した妊娠・出産のこと、全部。』幻冬舎、2020年、ISBN 9784344035959。
- 『大切なあなたノート』祥伝社、2020年、ISBN 978-4396617509。
- 『特別な人生を、私にだけ下さい。』幻冬舎〈幻冬舎文庫〉、2022年、ISBN 978-4344431706。※『仮想人生』文庫改題

### 共著・監修
（共著）
- 中川早紀 共著『さきっちょ&はあちゅう 恋の悪あが記』ライブドアパブリッシング、2005年、ISBN 978-4779400025。
- 村上萌 共著『小さな野心を燃料にして、人生を最高傑作にする方法』ディスカヴァー・トゥエンティワン、2016年、ISBN 978-4799319383。
- 村上萌 共著『週末野心手帳 WEEKEND WISH DIARY』ディスカヴァー・トゥエンティワン[57][58]。
- しみけん 共著『夫婦トレ（めおとれ）～「変わらない男」と「変わるしかない女」』光文社、2021年、ISBN 978-4334952389。

（分担執筆）
- 河出書房新社 編『旅が好きだ! ― 21人が見つけた新たな世界への扉』河出書房新社、2020年、ISBN 978-4309617237[注 7]。

（監著）
- 『無所属女子の外交術』KADOKAWA、2015年、ISBN 9784047319684。

## 著書（電子書籍）
紙媒体も確認できるものは除く。以下、いずれも「はあちゅう」名義。

### 単著
- 『元気＆前向きになれる！大人女子のための読むサプリ』ゴマブックス、2015年6月、ASIN B00ZP5ST3A。
- 『彼女はシンプル教信者』Kindle版、2015年6月、ASIN B00Z8BVJ9M。
- 『はあちゅう恋愛連載まとめ ー ドライブ中の音楽がそのデートの「しおり」になる ―』Kindle版、2015年6月、ASIN B00Z8BVJ9M。
- 『今日から人生を変えるためのエンジンになる本』Kindle版、2015年6月、ASIN B010IZ5BTG。
- 『半径5メートルの日常』Kindle版、2015年9月、ASIN B0152K9S2S。
- 『社会人のための恋と仕事の教科書』Kindle版、2015年10月、ASIN B01634G3C0。
- 『とにかく恋愛で病んでるあなたへ: 続・恋愛炎上主義。』Kindle版、2015年10月、ASIN B016LZON1O。
- 『コーヒー一杯分のエッセイ』Kindle版、2015年11月、ASIN B017GM231I。
- 『香港大学留学日記』Kindle版、2016年2月、ASIN B01AQOCPAM[リンク切れ][59]。
- 『ケーキを選ぶときに思い出すこと。 はあちゅうのごはん日記』Kindle版、2016年4月、ASIN B01F1475XE。
- 『半同棲日記 29歳』 Kindle版、2016年4月、ASIN B01EKRJGQC。
- 『愛は全然満たしてくれない ― はあちゅうのごはん日記 ―』Kindle版、2016年7月、ASIN B01HWEZLIM。
- 『18歳だった ― 生きることの不安な部分 ―』Kindle版、2016年8月、ASIN B01JUTPEUC。
- 『誰かの永遠の人になる方法』Kindle版、2016年9月、ASIN B01LWQXR6M。
- 『旅を家に持ち帰る』Kindle版、2016年11月、ASIN B01MSHQ4WP。
- 『恋愛名言博物館』集英社〈集英社女性誌eBOOKS〉、2017年4月、ASIN B06XX59D39[リンク切れ][37][60][61]。
- 『自分への取材が人生を変える』〈スマート新書〉Kindle版、2017年12月、ASIN B077Z9RHGR。
- 『いつかすべての恋が思い出になる』KADOKAWA〈角川文庫〉Kindle版、2018年2月、ASIN B079Y3M73J。

### 共著
- 藤沢数希 共著『男と女がいつもすれ違う理由』幻冬舎〈幻冬舎plus+〉、2016年5月、ASIN B01FTZQN0G。
- 村上萌 共著『夢を予定にする方法 2016年版週末野心手帳コラムまとめ』ディスカヴァー・トゥエンティワン、2016年8月、ASIN B01K4QEQTU。
- DJあおい 共著『言葉で心をつかむ。 私たちが考えていること、続けていること。 』幻冬舎〈幻冬舎plus+〉、2016年10月、ASIN B01MCVLLYH。
- 経沢香保子 共著『行動だけが人生を変える ちゅうつねカレッジ』上巻 - ASIN B07BZYVVGF[リンク切れ][18][62]、下巻 - ASIN B07BZYQ6FK[リンク切れ][18][63]。
- ヨッピー 共著『会社員の経験をフリーランスで生かす仕事術』幻冬舎、2018年4月、ASIN B07C4QRWR5。
- 小野美由紀 共著『小説でしか表現できない私たちの気持ち』幻冬舎〈幻冬舎plus+〉、2018年5月、ASIN B07CZZ5S59。

## 主な連載
- 「東京いい店 やられる店」『幻冬舎plus』[64]
- 「PRガール」『AdverTimes』[65]
- 「はあちゅうエッセー」『毎日新聞』[66]
- 「はあちゅうの恋愛名言博物館」『MORE』（2015年１月号 - 2017年3月号）[37][2]
- 「はあちゅうのお仕事名言博物館」『MORE』（2019年まで）[2]
- 「はあちゅうエッセイ 恋する髪の毛」『H!nts for Hair Salon』[19]
- 「はあちゅうの胸キュン♡コレクション」『anan総研』[67]
- 「毒吐きはあちゅうのアラサー恋愛入門」『AM』[68][67]
- 「はあちゅうの恋と仕事の教科書」『by.S』[69]
- 「仮想人生」『cakes』[70]
- 「繊細だけど戦いたいあなたに贈る わくわくする未来をつくるためのお守り言葉」『ダヴィンチニュース』[71]
- 「家族会議」週刊『FLASH』（しみけんとの共著）[72]
- 「私と夫と子どもの話」『日経xwoman』[73]

## 主な出演

### テレビ
- スッキリ!!（2015年3月31日 - 2016年3月22日、日本テレビ） - ゲストコメンテーター[35]（火曜日）[要出典]
- はい!テレビ朝日です（2015年5月10日、テレビ朝日）[74]
- 焼肉女子会（2015年、BS-TBS）[要出典]
- モーニングCROSS（TOKYO-MX） - ゲストコメンテーター[75]

### Web
- 「はあちゅう、ゲスもと、しもやんのゲスアワー」（YouTube）[67]
- はあちゅうのラジオごっこ（2018年 Voicy）[76]
- 人生最高の恋愛を手にする方法（2018年 Himalaya）[77]
- 街録ch〜あなたの人生、教えて下さい〜（2021年、YouTube）